# Kotków (Gliwice)
Pour les articles homonymes, voir Kotków.
Kotków est une localité polonaise de la gmina de Wielowieś, située dans le powiat de Gliwice en voïvodie de Silésie.